# چبنیکه
چبنیکه (به لاتین: Trzebnice) یک سکونتگاه مسکونی در لهستان است که در Gmina Chocianów واقع شده‌است.